# سیارک ۲۷۳۰۳
سیارک ۲۷۳۰۳ (به انگلیسی: 27303 Leitner، نامگذاری:2000AT180)۲۷۳۰۳مین سیارک کشف شده‌است که در ۰۷ ژانویه ۲۰۰۰ کشف شد.